# Marcus Zegarowski
Marcus Zegarowski, né le 3 août 1998 à Hamilton dans le Massachusetts, est un joueur américain de basket-ball évoluant au poste de meneur et mesurant 1,85 m.

## Biographie
Il est le frère cadet de Michael Carter-Williams, lui-même joueur NBA.

### Carrière universitaire
Entre 2018 et 2021, il joue pour les Bluejays de Creighton.
Le 13 avril 2021, il annonce qu'il se présente à la draft NBA 2021.

### Carrière professionnelle
Il est drafté en 49e choix par les Nets de Brooklyn.

## Statistiques

### Universitaires
Les statistiques de Cameron Thomas en matchs universitaires sont les suivantes :
| Saison    | Équipe    | Matchs | Titul. | Min./m | % Tir | % 3pts | % LF | Rbds/m. | Pass/m. | Int/m. | Ctr/m. | Pts/m. |
| --------- | --------- | ------ | ------ | ------ | ----- | ------ | ---- | ------- | ------- | ------ | ------ | ------ |
| 2018-2019 | Creighton | 32     | 16     | 28.6   | .453  | .426   | .769 | 3.2     | 3.4     | .9     | .0     | 10.4   |
| 2019-2020 | Creighton | 31     | 30     | 34.6   | .488  | .424   | .763 | 3.8     | 5.0     | 1.1    | .1     | 16.1   |
| 2020-2021 | Creighton | 29     | 29     | 33.6   | .464  | .421   | .786 | 3.6     | 4.3     | 1.3    | .1     | 15.8   |
| Carrière  | Carrière  | 92     | 75     | 32.2   | .471  | .423   | .772 | 3.5     | 4.2     | 1.1    | .1     | 14.1   |

## Distinctions personnelles
- 2x AP Honorable Mention All-American (2020, 2021)
- First-team All-Big East (2021)
- Second-team All-Big East (2020)
- Big East All-Freshman Team (2019)